# Суфганія
Суфганія (івр. סופגניה, суфґанія; їд. פּאָנטשקע понтшке) — пончики, пампухи, які традиційно їдять ашкеназські євреї під час свята Ханука. Пончик смажать у великій кількості масла, поливають або начиняють варенням чи заварним кремом, а потім посипають цукровою пудрою. Рецепт пончиків виник у Європі в XVI столітті, а до XIX століття був відомий як Берлінер у Німеччині, та Реліжйоз у Франції. Польські євреї, називали це поунчкі, та за законами кашруту смажили пампушку на шмальці, а не на смальці. Рецепт пончику був привезений до Ізраїлю саме польськими єврейськими іммігрантами, як і традиція їсти їх на Хануку, там він був перейменований на суфганію на основі Талмуду «губчасте тісто».
Звичай їсти подібні смаколики згадувався вже давно, серед перших джерел є рабин Маймон Гадаян, батько Рамбама, який писав:
|  | Не слід нехтувати традицією їсти суфганім (смажені оладки) на Хануку. Це звичай Кадмонім (стародавніх) |

Оладки, про які говорить рабі Маймон Бен-Йосеф, були солодкими млинцями в сиропі, відомими як свінгос арабською, бімуелос на ладіно і залабія на фарсі. Можна сказати, що вони були попередниками сучасних суфганійот.

## Етимологія
Арабське слово сфенж — سفنج означає «губка» та йдеться про смажену випічку, це магрибський або марокканський пончик, його арамейським еквівалентом було суфганін/суфґінін, та всі вони походять від того ж корення. В той же час корінь слова «суфганія» в івриті – сфоґ (івр.: ספוג) «губка» — яке походить від грецького: σπόγγος , трансл:  спóнґос, або давньогрецького: σφόγγος , трансл: сфонґос.
Єврейське слово суфганія є неологізмом для випічки, заснованим на талмудичних словах софґан і сфоґґа , які стосуються саме «губчастого тіста».
Популярна ізраїльська народна казка стверджує, що слово "суфганія" походить від єврейського виразу "Соф Ґан Юд-Гей" (סוף גן יה"), що означає "кінець саду Господнього" (мається на увазі райський сад). Згідно з легендою, коли Адам і Хава були вигнані Господом із Саду, Він підбадьорив їх, нагодувавши суфганійот. Та жоден відомий коментатор Танаху не підтримує цю інтерпретацію.

## Історія

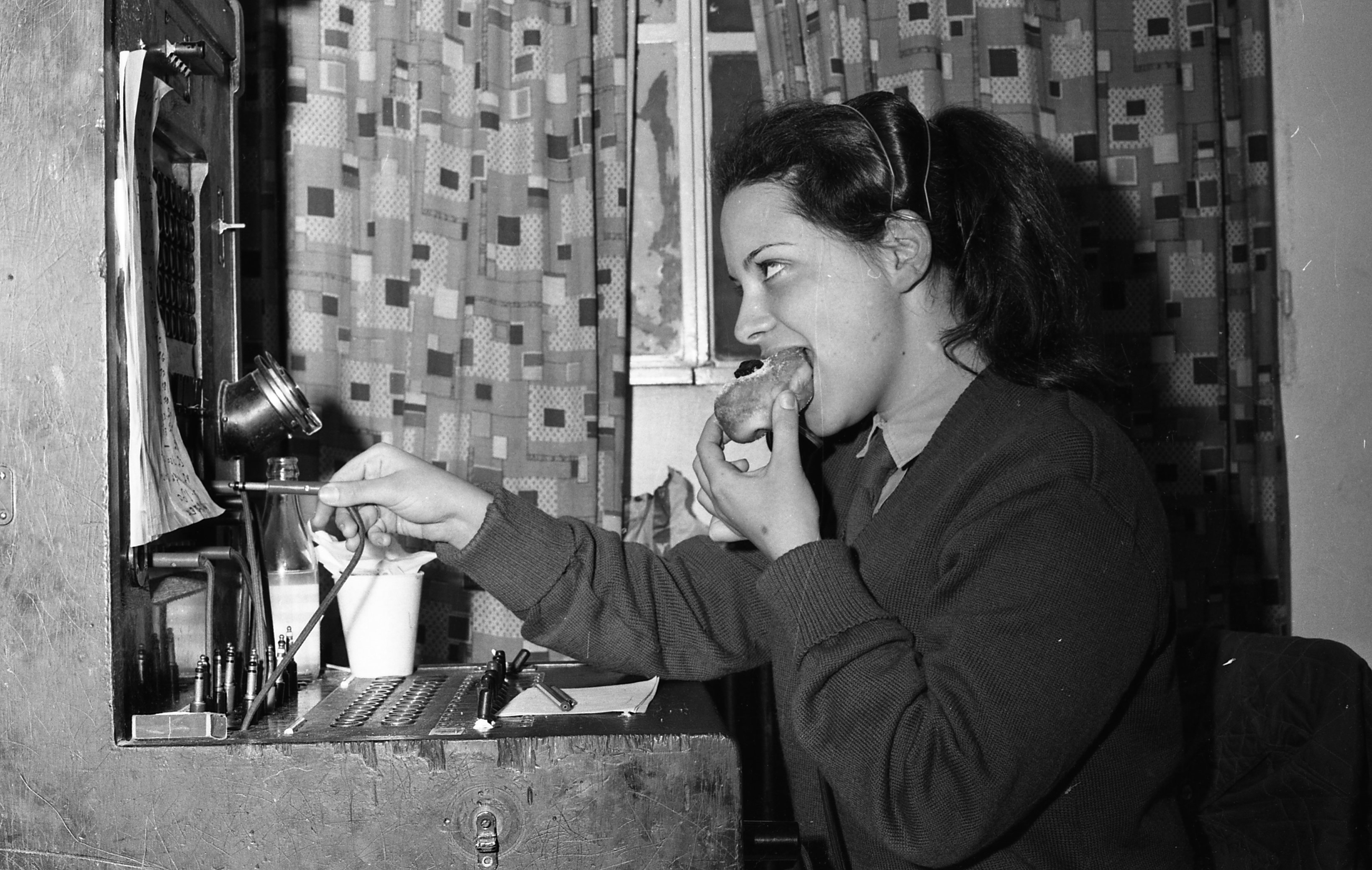
Солдатка, на військовій телефонній станції, їсть суфганію у 1й день Хануки. 1971 рік.

Девід Єллін переклав роман Олівера Ґолдсміта «Вікарій Вейкфілда» на іврит у 1879 році. «Суфганійот», він винайшов єврейське слово «Шортбред». У 1913 році Рада з питань єврейської мови вирішила використовувати слово суфганія для слова латке, і деякі письменники, зокрема Урі Ніссан Ґнєсін та Хаїм Нахман Бялик, використовували це слово в цьому значенні. Зрештою івритське слово левіва закріпилося (згідно з 2 Самуїла 13:8) для латке (можливо, через подібний звук), а суфганія використовувалася для пончика (можливо, тому що звучить схоже на сфенж); У 1938 році рада поступилася й офіційно визначила суфганію як пончик.
За словами історика їжі Ґіла Маркса, рецепт пончика з джемовою начинкою всередині вперше був опублікований у кулінарній книзі 1485 року в Нюрнберзі. «Gefüllte Krapfen» складався з «трішки варення, покладеного між двома шматочками дріжджового тіста та обсмаженого у фритюрі на смальці». Цей пончик став популярним у країнах Північної Європи від Данії до Московії протягом XVI століття. У Німеччині XIX-го століття його почали називати Берлінером або Бісмарком на честь канцлера Німеччини Отто фон Бісмарка.

## Суфганія в юдейськомутаізраїльському фольклорі
Суфганійот прийнято їсти на Хануку з тієї ж причини, що й латкес, — для їх приготування потрібно багато олії, яка нагадує нам про диво Хануки. Коли Маккавеї звільнили Єрусалим від греків, їм вдалося увійти в зруйнований Храм, однак вони знайшли лише один єдиний запечатаний печаткою (кошерний) глечик з чистою оливковою олією для Менори. Цього глечика мало вистачити лише на один день, але дивом воно горіло вісім днів, доки не було виготовлено нову олію.
Також пояснюють таким чином:
- По-перше, тому що вони круглі. Коло уособлює собою завершеність.
- По-друге, олія — це щось повітряне, від чого походить світло. Адже насправді світло завжди було в лампаді, піднімаючись від олії, що горіла на ґноті.
- На Хануку їдять солодкі пончики, бо це свято символізує вихід із гіркоти нашого світу у духовну насолоду свободи. Це — солодке свято.

"На додаток до вшанування дива, містики підкреслюють, що олія представляє езотеричний рівень Тори, тому що олія проникає в матерію наскрізь і піднімається над іншими субстанціями. Ханука, зокрема, є часом, коли потрібно покращити знання внутрішнього рівня — "душі  " -  Тори. Фізична битва між греками та євреями представляла глибшу філософію — суперечка між раціональним і надраціональним. Це «олія Тори», яка проникає, пронизує і освітлює всю істоту, даючи людині силу трансформувати і освітлювати світ.

## Сучасне виготовлення
Суфганія у стилі пончик спочатку виготовлялася з двох кіл тіста, що оточували начинку з желе або варення, склеєних разом і засмажених одним шматком.  Хоча цей метод все ще практикується, простіша техніка, яка зазвичай використовується сьогодні, полягає у смаженні у фритюрі цілих кульок тіста, а потім введення в них начинки через пекарський шприц (або спеціальну промислову машину).
Більшість різновидів готують із борошна, теплої води, дріжджів, молока, цукру, яєць, олії та солі. Ці інгредієнти змішують, тісто вимішують, після чого дають йому піднятися протягом пів години. З тіста формують кульки, які обсмажують приблизно десять хвилин в олії при 160 °C. Начинку рідше додають перед запіканням, частіше начиняють тільки після виготовлення. Прикрашають цукровою пудрою, іноді з додаванням кориці.

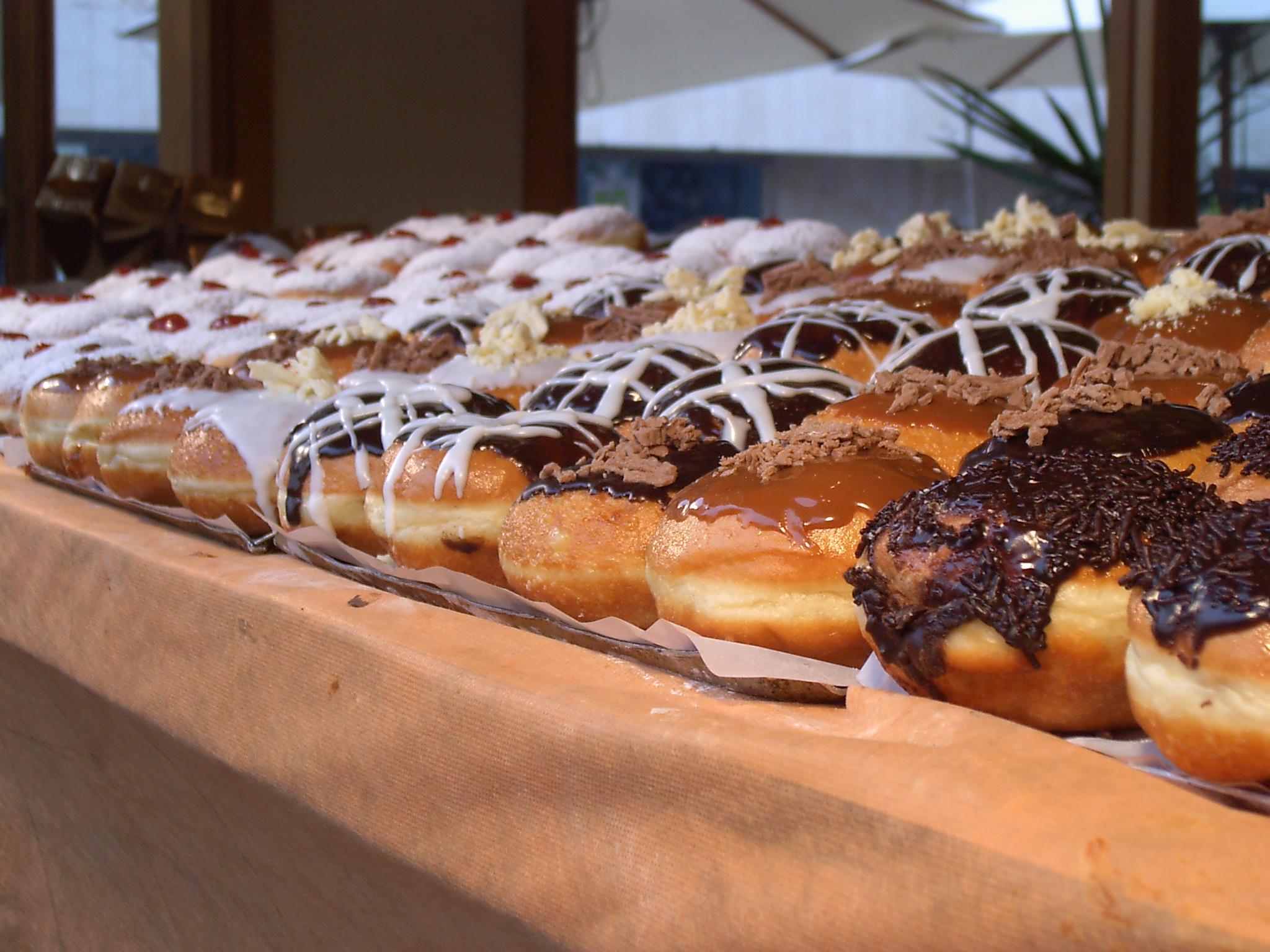
Суфганіот у пекарні в Тель-Авів, Ізраїль

Сучасні суфганійот в Ізраїлі готують із солодкого дріжджового тіста, заливають звичайним червоним желе (зазвичай полуничним, іноді малиновим) та посипають цукровою пудрою. Вишукані версії начинені дульсе-де-лече, шоколадним кремом, ванільним кремом, капучіно, халвою, крем-еспресо, шоколадним трюфелем  або араком, а також усипані різноманітними екстравагантними посипками, від кокосової стружки та крихітних пляшечок лікеру до меренги та фруктових паст.  У 2014 році одна єрусалимська пекарня виготовила тісто для суфганії , насичене ароматизованою горілкою.

### Міні суфганійот
У 2016 році ізраїльські пекарні почали зменшувати розмір суфганійот, щоб підтримати споживачів, які піклуються про своє здоров'я, після кампанії проти шкідливої їжі міністра охорони здоров'я Якова Ліцмана.  Звичайний 100-грамовий (3,5 унції) розмір, упаковка від 400 до 600 калорій (1700—2500 кДж), тепер з'являється у 50-грамовому (1,8 унції) розмірі з різними начинками та начинками, отримавши назву «міні».

## Популярність

### В Ізраїлі
До 1920-х років суфганійот і латкес були такими ж популярними серед євреїв підмандатної Палестини під час свята Ханука. Гістадрут, ізраїльська національна профспілка профспілки, створена в 1920 році, домагалася заміни домашнього латкес суфганією як основною їжею Ізраїлю на Хануку, щоб забезпечити більше роботи для своїх членів. Комерційні пекарні почали продавати суфганійот за кілька днів до початку Хануки, подовжуючи період найму. Їхні зусилля увінчалися успіхом, і суфганійот став найпопулярнішою їжею на Хануку в Ізраїлі.  У XXI столітті більше ізраїльських євреїв повідомляють, що їдять суфганіот на Хануку, ніж постять на Йом Кіпур.

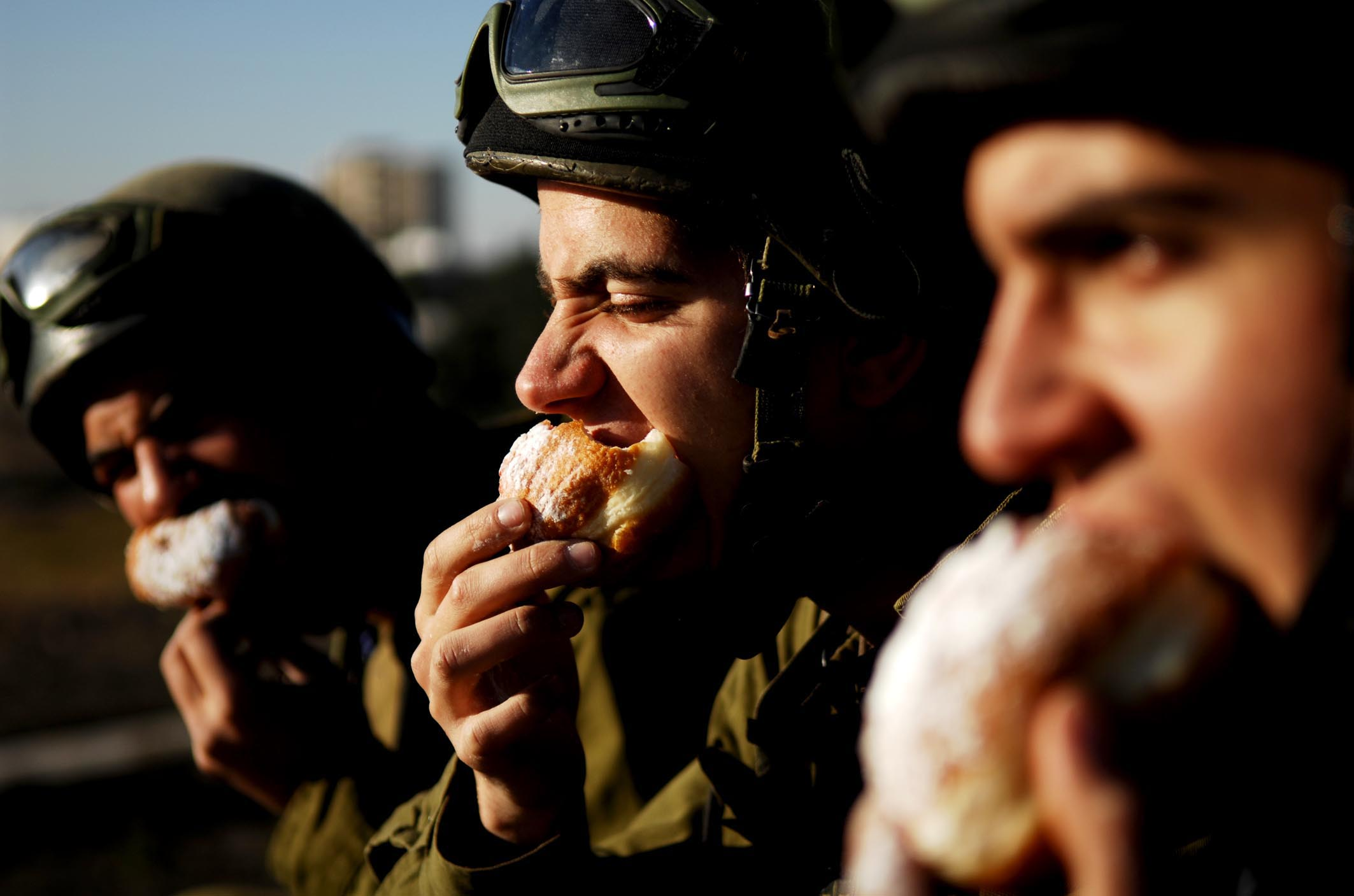
ЦАХАЛ по всьому Ізраїлю роздадуть військам понад 380 000 суфганійот. 2011 рік

Сьогодні суфганійот продають ізраїльські пекарні вже у вересні. За заявами найбільшої ізраїльської пекарні Angel Bakeries, протягом восьми днів Хануки вони смажать понад 250 000 суфганійот щодня.  Для кожної партії використовується 100 кг (220 фунтів) тіста та виготовляється 1600 суфганійот.  Місцеві газети додають ажіотажу, оцінюючи «найкращу суфганію в місті».
Міністерство оборони закуповує понад 400 000 суфганійот для своїх солдат на кожну Хануку.  Оскільки у військах переважно пончики з начинкою, Міноборони закуповує 80 % з джемовою начинкою і 20 % з шоколадною.

### В інших юдейських громадах
Суфганійот відносно недавно з'явився в США, де латкес є більш традиційною їжею Хануки. За словами Ґіла Маркса, у 2012 році латкес все ще був домінуючим вибором у будинках американських євреїв. Рабин Леві Шемтов у 2019 році сказав, що «раніше в США домінували латкес, а в Ізраїлі — суфганійот. Зараз я думаю, що обидва вони однаково популярні в США».
Суфганія була введена американськими євреями, які відвідували або навчалися в Ізраїлі, а також ізраїльськими євреями, які оселилися в США. Хоча суфганійот не був комерційно доступним у Сполучених Штатах до 1970-х років, сьогодні пекарні багатьох єврейських громад продають їх, як і некошерні пекарні.  Мережі магазинів пончиків Dunkin' Donuts і Krispy Kreme продають суфганійот у своїх торгових точках, сертифікованих кошерністю.
Суфганійот також продається в кошерних магазинах Європи. Менші єврейські громади, як в Україні, організовують спеціальні «громадські випічки», щоб приготувати суфганійот для вечірок у школах і дитячих садках.

## Солоні сорти
Також існує солоний суфганійот. У 2018 році The Jerusalem Post повідомила про нову тенденцію пікантного суфганійот в ресторанах Мангеттена, в якому тісто наповнюють курячим шніцелем, баранячим беконом, печінкою або пастрамі. Інші пікантні сорти включають:
- Панцеротті по-італійськи, заправлені моцарелою та томатним соусом.
- Lachmazikas в Іспанії, наповнений усіма від баранини та грибів до білої риби, рікотти, перцю та трав.
- Солоний суфганіот, натхненний самосою, начинений сочевицею та горохом, популярний серед іракських євреїв в Ізраїлі.